# Вааса (губерния)
Ляни (губерния) Вааса (фин. Vaasan lääni; швед. Vasa län) — административно-территориальная единица, существовавшая в 1776—1997 годах. Административный центр — город Вааса.
В Шведской Финляндии входила в состав исторической провинции Остроботния, а в 1775 году выделена в отдельную губернию. На северо-востоке граничила с Улеоборгской, на востоке — с Куопиоской и частично Санкт-Михельской, на юге — с Тавастгусской и Або-Бьернеборгской губерниями.
В 1917 году, после провозглашения независимости Финляндии, губерния вошла в её состав и стала именоваться ляни Вааса. В 1960 году восточная часть Ваасы была передана для создания новой губернии — Центральная Финляндия. В 1969 году община Виррат была передана в губернию Хяме.
Вааса просуществовала до реформы 1997 года, когда вместе с губерниями Турку-Пори, Центральная Финляндия и частью Хяме была объединена в новую губернию Западная Финляндия.

## Расположение
Ва́заская губерния находилась на западе Финляндии и была обращена к Ботническому заливу, в который впадала большая часть рек, протекающих по губернии; однако, имелись также и реки, текущие на юг и впадавшие в Финский залив. С точки зрения соотношения с историческими областями Финляндии, в состав губернии входили южная Остроботния, северо-восточная часть исторической области Сатакунда (Сатакунта) и северо-западная часть Тавастланда (Тавастии, Хяме). 

## География
Южная часть берега Ботнического залива, принадлежащая Вазаской губернии, была сравнительно мало изрезанной. Берега, по сравнению с юго-западной Финляндией, более отлоги, полоса шхер уже и беднее островами, самые острова не так высоки и с менее крутыми берегами. Из мест, удобных для стоянки судов, следует отметить залив Сидебю и заливы, при которых лежат города Кристинестад и Каскё. Несколько севернее, у мыса Германсёр (Hermansör), финляндский берег достигает самой западной точки и затем начинает уклоняться к востоку, принимая северо-восточное направление; вдоль берега тянется, все расширяясь, полоса шхер, из которых группа шхер Варгегаддар (Vargögaddarne) в открытом море была особенно опасной для судоходства. Перед входом в Вазаский залив находится самая широкая полоса шхер во всем Ботническом заливе, между островами этой группы особенно отличаются величиной: Вальгрунд (Wallgrund), Реплот (Replot) и Бьёркё (Björkö). Пролив Кваркен имеет здесь наименьшую ширину; расстояние между городами Ваза и Умео лишь около 70 вёрст, а между островами Вальсерар (Valsörarne) с финляндской стороны и маяком Гадден (Gadden) со шведской — лишь около 20 вёрст. Северо-западный берег в общем похож на западный, хотя более изрезан, бухты и мысы вытянуты на северо-запад, значительные шхеры встречаются лишь местами. 
Остроботния представляет собой низменную прибрежную полосу, состоящую из ряда параллельных речных долин, разделенных невысокими, часто малозаметными возвышенностями, озами, вытянутыми преимущественно в северо-западном направлении; глинистая почва речных долин, местами богатая перегноем, довольно плодородна и вдоль этих-то долин и шло, начиная от устьев рек, заселение края и обработка земли. Близ устьев строились церкви, которые и служили центрами для вытянутых вдоль рек приходов (Socken); лишь позже, с постройкой новых церквей выше по течению рек, образовались и новые приходы на тех же реках. 
В настоящее время вдоль всех рек тянутся по обоим берегам полосы возделанной земли, шириной версты в 2; пространство между речными долинами наполнено лесами, горами, моховыми болотами и отчасти песками. 
Вдоль берегов значительных возвышений почти не встречается; заслуживают упоминания лишь горы Бётом (Bötombergen) в местности Лаппьфьэрд. В восточных частях Эстерботтена тянется, отделяя его от юго-восточной части губернии, хребет Суоменселькэ (Suomenselkä) около 175 м средней высоты; отроги его и отделяют друг от друга речные долины.

### Гидрология
Большая часть значительных рек губернии текут юго-востока на северо-запад и впадают в Ботнический залив. Крупнейшая из них — река Кюро (Кюрёнйоки). Другие крупные реки — Лаппо (Лапуанйоки), Эссе, Перхо и Лестиоки (Lestijioki). 
Часть Вазаской губернии, относящаяся к Таватсланду и Сатакунде, покрыта отрогами горных хребтов Суоменселькэ и Хэмеенселькэ (Hämeenselkä) и множеством озёр, из которых наиболее значительны озера системы Кейтеле, Саариярви и Руовеси. Для земледелия эта часть губернии менее удобна, зато богаче лесом.
Все пространство Вазаской губернии, по вычислению Стрельбицкого, составляет 36652,0 кв. версты = 41711,5 кв. километров; из них материк вместе с внутренними водами занимает 36129,9 кв. вёрст, острова на море — 522,1 кв. версты. Озера на материке занимают 3131,1 кв. версту; под островами на озёрах материка — 141,8 кв. вёрст. По данным, приводимым Игнациусом, болота и торфяники занимают пространство в 14715,95 кв. км, что составляет 35,3 % всего пространства губернии; реки и озера — 8,2 %; таким образом реки, озера, болота и торфяники вместе занимают 43,5 % всей поверхности губернии; по относительному пространству, занятому ими, Вазаская губерния стоит на втором месте среди губерний Финляндии. Обработанная земля в 1885 году составляла 5,03 % всего пространства Вазаской губернии.

## Население
Число жителей в 1887 году равнялось 399 750 человек; из них 196 697 мужчин и 203 053 женщины; 19 964 человека городского населения и 379 786 человек деревенского. Плотность населения 10,4 человек на км² (что составляет 11,8 на квадратную версту). 
Финский язык значительно преобладает над шведским (по данным 1880 года число лиц, считающих родным языком финский, составляло 67,1 % всего населения). 
Большинство финского населения Вазаской губернии, а именно финское население большей части Эстерботтена, говорит на западно-финском или тавастландском диалекте; население восточной части — на восточно-финском саволакс-корельском диалекте, наконец, финское население северной части — на эстерботнийском диалекте (который в сущности можно рассматривать, как смесь обоих первых, основных финских наречий). 
Шведское население сосредоточено главным образом вдоль берегов, на шхерах и в городах; в 1880 г. из городских жителей Вазаской губернии на финском языке говорили 3400 человек, на шведском 13904 человека и на русском 46 человек. 
Из Вазаской и из Улеоборгской губерний сильно эмигрируют, преимущественно в Америку; так, в 1888 году из этих губерний эмигрировало, по официальным данным, 4205 человек, в действительности же число эмигрировавших было больше.
Дополнение на 1901
К началу 1901 года в Вазаской губернии было 460 460 жителей, из них говорящих по-фински — 329 249, по-шведски — 131 082, по-русски и на др. языках — 129. К 1903 году общее число жителей возросло до 470 172, из них городского населения — 27 429 (в губернском городе Николайстаде — 166 09). Из Вазаской губернии, более чем из других частей Финляндии, эмигрируют: с 1893 по 1901 год выехало (большей частью в Америку) 40 136, возвратилось обратно 4 114 человек. Эмиграция особенно увеличилась за последние годы, начиная с 1899.

## Экономика
Главное занятие жителей земледелие; особенно славятся в этом отношении приходы, расположенные по течению реки Кюро. Надо заметить, однако, что урожаи в Вазаской губернии (подобно Куопиоской и Улеоборгской) довольно непостоянны; здесь бывают и наилучшие урожаи во всей Финляндии и наихудшие. Кроме того, некоторые приходы страдают от крайнего раздробления участков и чересполосицы. 
Больше всего в Вазаской губернии собирается картофеля, овса, ржи и ячменя. Из растений, разводимых в большом количестве, наилучшие урожаи дала в 1888 году  рожь (сам 6,5) и овес (сам 6,22). Крупнозернистая вазаская рожь славится в Финляндии своими хорошими качествами и охотно покупается для посевов. 
Весьма деятельно осушаются болота. 
Количество домашнего скота в Вазаской губернии в 1887 году было следующее (приводимые числа означают число животных, оставленных на зиму): лошадей (вместе с жеребятами) 50 420, крупного рогатого скота 220 895, овец 243 719, свиней 19 171, коз 6 035, домашней птицы 25 235 шт. По числу овец и коров Вазаская губерния стоит на 1-м месте в Финляндии, по числу лошадей и коз — на 2-м. 
Лесной промысел губернии незначителен: в Остроботнии чувствуется недостаток леса; восточная часть губернии более богата лесом, и отсюда доставляется в прибрежные местности материал для постройки судов. 
По статистическим сведениям о деятельности лесопильных заводов Финляндии, в 1887 году в Вазаской губернии было 45 лесопильных заводов (9 паровых, 36 водяных), на которых работало 544 человека.
Общая поверхность лесов Вазаской губернии равняется 2 098 681 гектару, то есть приблизительно 19 673 квадратным верстам. В шхерах производится значительный лов рыбы, особенно салаки, занимающей важное место в питании жителей губернии. В Кейтеле производится значительный лов европейской ряпушки. 
Местами производится добыча озерной железной руды (в 1886 году — 850 000 кг). 
Заводов и мастерских в 1886 году было 990; среди них —  79 литейных и механических, 4 винокуренных завода и один пороховой (в Эстермюре). По этому показателю губерния занимала 4-е место в Финляндии, а по числу работников заводов и мастерских (3386 человек) и по валовой стоимости производимой продукции (9 994 673 финских марки) — 5-е. 
В Вазаской губернии было сильно развито кустарное производство; особенно славились выделывавшиеся здесь финские ножи (финки). Жители приходов Педерсёре и Крунубю были известны искусством в судостроении.

## Торговля и транспорт
В Вазаской губернии была развита торговля: торговый флот её состоял в 1888 году из 114 судов (77 паровых и 37 парусных), в 23 264 регистровых тонны. Важнейшие торговые пункты: Николайстад или Ваза, через которую вывозятся произведения южной Остроботнии, далее: Кристинестад, Якобстад, Гамла-Карлебю и Ювескюлэ (находящийся на водном пути системы озера Пейяне). Последние пункты важны больше всего по лесной торговле. 
Весьма большое значение для губернии имеет пересекающая её юго-западную часть железная дорога от Таммерфорса до Вазы, построенная в 1883 году. Ветка, идущая от станции Эстермюра (Östermyra), соединяет эту железную дорогу с Гамла-Карлебю. Общая протяженность обычных дорог (почтовых и между селами) в 1880 году составляла 6 967 километров.

## Административное деление
На 1825 год в административном отношении губерния делилась на четыре уезда — Корсхольмс Норра Фегдери (швед. Korsholms Norra Fögd — Северный Корсгольм), Корсхольмс Медлендс (швед. Korsholms Medledels Fögd — Средний Корсгольм), Корсхольмс Седра Фегдери (швед. Korsholms Södra Fögd — Южный Корсгольм), и Корсхольмс Эстра (швед. Korsholms Östra Fögd — Восточный Корсгольм). При этом по-шведски использовался термин не «Härad,» а «Fögd» (фогтство).
На 1891 год число уездов увеличилось до шести — Корсгольмский, Ильмолаский (Ильмола), Куортанеский (Куортане), Лаппоский, Лауккасский, Педерсёреский.
На 1900 год в губернии числилось 7 городов (Гамла Карлебю, Каскё, Кристинестад, Николайстад, Нюкарлебю, Ювяскюля и Якобстад; административный центр и крупнейший город — Николайстад), 83 деревенских общин и 507 деревень.
В 1916 году были образованы ещё два новых уезда — западная приморская часть Ильмолаского уезда с городами Каскё и Кристинестад была преобразована в Нерпесский, а северная часть Лауккасского — в Виитасаарский уезды, при этом, к Лауккасскому уезду отошла юго-восточная часть Куортанеского.

## Символика
Герб губернии является гласным. Описание герба:

В щите, разделенном серебряной перевязью справа на лазуревое и червленое поля, золотая ваза. Щит увенчан жемчужной короной, украшенной драгоценными камнями.— Из гербовника П. П. фон Винклера
Ваза взята с родового герба династии Ваза, занявших трон Швеции в 1523 году в лице Густава Эрикссона. Считается, что скошение щита позаимствовано с герба семьи Эка (Eka), родственников матери Густава.

## Образование и церковь
На 1901 год в губернии было 335 учебных заведений с 18 094 учащимися обоего пола; из них средних 5, с 854 учащимися, низших и народных — 319, с 16 644 учащимися, профессиональных — 11, с 596 учащимися (в том числе 2 учительских семинарии, с 336 учащимися обоего пола).
В церковном отношении Вазаская губерния подчинена лютеранскому епископу Або (Турку). 

## Археология и история
Местами находят остатки каменного века, а также немного бронзовых орудий (которые, впрочем, считаются завозными; подробности см. Финляндия). Колонизация Вазаской губернии с моря началась приблизительно в XIII в. (после принятия христианства шведами); но ещё во времена Реформации во всей восточной половине губернии не было ни одной церкви.

## Губернаторы
- 1808—1822 — Карналл, Карл Константин де
- 1822—1830 — Вернгельм, Герман Генрих
- 1830—1832 — Армфельт, Густав Густавович
- 1833—1834 — Маннергейм, Карл Густав (и. д. 1832—1833)
- 1837—1845 — Кронштедт, Карл-Олаф Карлович (и. д. 1834—1837)
- 1845—1847 — Бергенгейм, Иоганн Фердинанд
- 1847—1854 — Федерлей, Берндт
- 1854—1858 — Рехенберг, Александр фон
- 1858—1861 — Блом, Оттон Гаврилович
- 1863—1884 — Вреде, Карл Густав Фабиан (и. д. 1862—1863)
- 1884—1888 — Прокопе, Виктор Борисович
- 1888—1894 — Ярнефельт, Август Александер
- 1894—1898 — Шауман, Фёдор Оскарович
- 1898—1900 — Котен, Густав-Аксель Фердинандович
- 1900—1903 — Бьёрнберг, Фредрик Геронимо
- 1903—1906 — Книпович, Фёдор Михайлович
- 1906—1910 — Де-Понт, Карстен Карлович
- 1910—1913 — Виднэс, Борис Андреевич
- 1913—1916 — Сильман, Николай Фёдорович
- 1916—1917 — Сирелиус, Лео-Аристид Оттович
- 1917 — Юхо Торппа
- 1917—1920 — Теодор Аугуст Хейкель
- 1920—1930 — Бруно Сарлин
- 1930 — Эрик Хейнрикс
- 1930—1938 — Каарло Мартонен
- 1938—1943 — Яло Лахденсуо
- 1943—1944 — Тойво Таръянне
- 1944—1967 — Гуннар Ольбек
- 1967—1977 — Мартти Вийтанен
- 1977—1978 — Антти Похьонен
- 1978—1991 — Мауно Кангасниеми
- 1991—1997 — Том Вестергорд